# Serrungarina
Serrungarina (Sungarina, Srungarina in dialetto gallo-italico marchigiano) è un municipio del comune di Colli al Metauro di 2 634 abitanti nella provincia di Pesaro e Urbino nelle Marche.
Fino al 31 dicembre 2016 è stato un comune autonomo, successivamente, insieme a Saltara e Montemaggiore al Metauro ha formato il nuovo comune di Colli al Metauro.

## Storia
I primi documenti citano Serrungarina come 1343 possedimento dei Malatesta. Nel 1348 Galeotto Malatesta fece erigere una poderosa rocca al centro del paese. Nei due secoli successivi l’abitato fu teatro di aspre lotte contro i Montefeltro, gli Sforza (che lo conquistarono nel 1445) e il Papa. Il borgo e la vicina Bargni subirono diversi saccheggi.
Il territorio rimase assoggettato a Fano fino a che, nel 1797, passò per un breve periodo ai francesi. Fu poi dello Stato della Chiesa e, infine, dell'Italia unita.

### Simboli
Il Comune di Serrungarina utilizzava uno stemma di azzurro, al monte all'italiana di tre colli, fondato in punta, di verde, sormontato dalla stella di sei raggi, d'oro e un gonfalone costituito da un drappo di giallo.

## Società

### Evoluzione demografica
Abitanti censiti

### Etnie e minoranze straniere
Secondo i dati ISTAT al 1º gennaio 2017 la popolazione straniera residente era di 231 persone e rappresentava il 9% della popolazione residente. Invece le comunità straniere più numerose (con percentuale sul totale della popolazione straniera) erano:
1. Marocco, 69 (29,87%)
2. Albania, 53 (22,94%)
3. Macedonia, 24 (10,39%)
4. Romania, 20 (8,66%)

## Economia

### Artigianato
Tra le attività economiche più tradizionali, diffuse e attive vi sono quelle artigianali, come la rinomata arte del ricamo e della tessitura finalizzata alla realizzazione di tappeti e di coperte di lana, che sono impreziositi da temi e da motivi richiamanti il mondo pastorale.

Territorio dell'ex comune di Serrungarina nella provincia di Pesaro e Urbino

## Amministrazione
| Periodo        | Periodo          | Primo cittadino        | Partito         | Carica  | Note  |
| -------------- | ---------------- | ---------------------- | --------------- | ------- | ----- |
| 14 giugno 1985 | 17 maggio 1990   | Giovanni Sambuchi      | Indipendente    | Sindaco | [ 9 ] |
| 18 maggio 1990 | 23 aprile 1995   | Giovanni Sambuchi      | Indipendente    | Sindaco | [ 9 ] |
| 24 aprile 1995 | 13 giugno 1999   | Giovanni Sambuchi      | Centro-sinistra | Sindaco | [ 9 ] |
| 14 giugno 1999 | 12 giugno 2004   | Fabio Sciriscioli      | Lista civica    | Sindaco | [ 9 ] |
| 13 giugno 2004 | 7 giugno 2009    | Fabio Sciriscioli      | Lista civica    | Sindaco | [ 9 ] |
| 8 giugno 2009  | 25 maggio 2014   | Marta Falcioni Venturi | Lista civica    | Sindaco | [ 9 ] |
| 26 maggio 2014 | 31 dicembre 2016 | Marta Falcioni Venturi | Lista civica    | Sindaco | [ 9 ] |

## Sport

### Calcio
A Serrungarina ha sede il Tavernelle calcio che attualmente gioca in Seconda Categoria.